# Coelioxys albofasciata
Coelioxys albofasciata är en biart som beskrevs av Wu 1988. Coelioxys albofasciata ingår i släktet kägelbin, och familjen buksamlarbin. Inga underarter finns listade i Catalogue of Life.